# ONF (musikgrupp)
ONF (hangul: 온앤 오프), eller också On N Off, är ett sydkoreanskt pojkband bildat 2017 av WM Entertainment.
ONF består av de sex medlemmarna Hyojin, J-Us, E-Tion, Wyatt, MK, och U. Gruppens sjunde medlem, Laun, lämnade bandet i augusti 2019.

## Medlemmar
| Artistnamn         | Artistnamn | Födelsenamn    | Födelsenamn     | Födelsedatum     |
| Romanisering       | Hangul     | Romanisering   | Hangul/Hiragana | Födelsedatum     |
| ------------------ | ---------- | -------------- | --------------- | ---------------- |
| Hyojin             | 효진       | Kim Hyo-jin    | 김효진          | 22 april 1994    |
| E-Tion             | 이션       | Lee Chang-yoon | 이창윤          | 24 december 1994 |
| J-Us               | 제이어스   | Lee Seung-joon | 이승준          | 13 januari 1995  |
| Wyatt              | 와이엇     | Shim Jae-young | 심재영          | 23 januari 1995  |
| MK                 | 엠케이     | Park Min-kyun  | 박민균          | 16 november 1995 |
| U                  | 유         | Mizuguchi Yuto | みずぐちゆと    | 16 mars 1999     |
| Tidigare medlemmar |            |                |                 |                  |
| Laun               | 라운       | Kim Min-seok   | 김민석          | 12 augusti 1999  |

## Diskografi

### Album
| Albuminformation                                  | Topplacering          | Topplacering |
| Albuminformation                                  | Sydkorea (Gaon Chart) |              |
| ------------------------------------------------- | --------------------- | ------------ |
| ON/OFF (EP-skiva) - Släppt: 2 augusti 2017        | 9                     |              |
| You Complete Me (EP-skiva) - Släppt: 7 juni 2018  | 8                     |              |
| We Must Love (EP-skiva) - Släppt: 7 februari 2019 | 5                     |              |

### Singlar
| År   | Titel          | Topplacering          | Topplacering |
| År   | Titel          | Sydkorea (Gaon Chart) |              |
| ---- | -------------- | --------------------- | ------------ |
| 2017 | "On/Off"       | —                     |              |
| 2018 | "Complete"     | —                     |              |
| 2019 | "We Must Love" | —                     |              |